# Casse-Noisette, l'histoire jamais racontée
Pour les articles homonymes, voir Casse-noisette (homonymie).
Pour plus de détails, voir Fiche technique et Distribution.
Casse-Noisette, l'histoire jamais racontée (The Nutcracker in 3D), Casse-noisette : L'Histoire jamais racontée au Québec, est un film de Noël fantastique britanno-hongrois en 3D réalisé par Andreï Kontchalovski. Sorti en 2010, c'est une adaptation cinématographique du ballet-féerie Casse-noisette de Piotr Ilitch Tchaïkovski.

## Synopsis
Dans les années 1920, à Vienne, pendant la période de Noël, Mary vit avec ses parents Joseph et Louise, et son petit frère Max qui à tendance à casser les jouets. Elle est contrariée que ses parents assistent à une fête ce soir-là, car elle veut que toute la famille soit ensemble pour Noël. Oncle Albert arrive et lui offre, à elle et à Max, une maison de poupée et une poupée casse-noisette, que Mary aime immédiatement, Max le casse mais Albert réussit à le réparer. Cette nuit-là, casse-noisette prend vie devant Mary et atteint la hauteur humaine.
Il se présente comme CN à Mary et il lui dit qu'il doit parler à ses amis dans la maison de poupée, qui se trouve dans le salon près du sapin de Noël. Ils descendent et Mary découvre que le salon a atteint une taille énorme, de sorte qu'ils semblent être à la hauteur des jouets. Dans la maison de poupée, Mary rencontre les amis de NC ; Gielgud, un chimpanzé gentleman ; Tinker, un chanteur d'opéra pernicket ; et Baguettes, un garçon batteur.
Après avoir escaladé le sapin de Noël, Marie rencontre la fée des Neiges, qui ressemble à sa mère. La fée des neiges dit à Mary que NC est en fait un prince dont le royaume a été pris par le Roi des Rats et de sa cruelle mère, la reine des rats (des rats anthropomorphes), c’est même elle qui l'a transformé en casse-noisette. Elle parvient à le retransformer en garçon en raison de la croyance de Mary et les deux dansent brièvement avant de trouver sa ville. Depuis que NC a été transformé en casse-noisette, le Roi des Rats a opprimé son peuple et les a forcés à travailler dans des usines pour qu’ils brûlent les jouets des enfants afin de former des nuages sombres au-dessus de la ville pour bloquer la lumière du soleil, ce dont il a peur. Mary suggère qu'ils détruisent les usines pour l'effrayer. À leur insu, deux des espions du Roi des Rats reviennent pour prévenir leur roi que NC est vivant et qu’il est redevenu humain. La reine des rats retransforme NC en casse-noisette, puis envoie une meute de Rottweilers robotiques pour couper le sapin de Noël. Lorsque l'arbre tombe, Mary se réveille soudainement dans son propre lit et court en bas pour retrouver CN.
Ses parents ne la croient pas quand elle leur raconte les événements de la nuit et son père s’apprête à rendre la maison de poupée à Albert mais elle parvient à le faire changer d’avis. Le soir suivant, CN revient à la vie et dit à Mary qu'il a l'intention de rassembler une armée pour lutter contre le roi des rats. Max se réveille et accepte de se joindre au combat avec eux. CN descend devant eux pour rassembler ses amis mais il découvre qu’ils ont été enlevés. Lorsque Mary et Max descendent, ils découvrent que CN, Tinker et Baguettes sont retenus capturés dans la cheminée par le Roi des Rats et ses sbires, ils kidnappent les jouets et invitent Max à le rejoindre puisqu’il casse les jouets. Mary découvre Gielgud, qui a échapé à la capture, et ils trouvent un portail vers la ville dans le grenier de la maison, et après avoir volé les déguisements d'un rat, ils cherchent leurs amis. Ils trouvent le Roi des Rats et Max dans le centre-ville où les jouets sont enlevés aux enfants pour être brûlés. Horrifié devant cela, Max demande à être ramené chez lui, mais le Roi des Rats l'emprisonne dans son château. Ils se faufilent dans l'une des usines de fumée où ils trouvent Baguettes, Tinker et un CN apparemment sans vie.
Mary sauve CN de l’incinération et lui dit qu'elle l'aime, ce qui brise la malédiction, lui redonnant sa vie et en redevenant un garçon en permanence. Les ouvriers de l'usine, voyant leur prince vivant, commencent à lutter contre les rats pendant que Mary et CN tentent de fermer l'usine. Le Roi des Rats et la Reine montent à bord d'un hélicoptère, kidnappant Mary et Max. Gielgud et CN les poursuivent et combattent le roi tandis que Max réussit à faire atterrir l'hélicoptère dans un tas de jouets. Le roi et la reine reviennent à leurs formes de rats d'origine et s'enfuient dans les égouts. CN est couronné roi et la paix est restaurée dans le royaume comme tout le monde le célèbre. La fée des neiges réapparaît et dit à Mary qu'il est temps pour elle de rentrer chez elle, bien qu'elle soit réticente à partir. Avant son départ, CN promet qu'ils se reverront.
Mary se réveille dans sa chambre, où ses parents s'excusent pour leurs critiques antérieures et promettent de passer plus de temps avec elle. Elle descend chez l'oncle Albert, qui la présente à son nouveau voisin : Charles-Nicolas, un garçon de son âge, qui ressemble à CN et qui préfère être appelé ainsi. Ils deviennent amis et vont faire du patin à glace ensemble.

## Fiche technique
- Titre : Casse-Noisette, l'histoire jamais racontée
- Titre original : The Nutcracker in 3D
- Titre alternatif : The Nutcracker : The Untold Story (DVD)
- Réalisation : Andreï Kontchalovski
- Scénario : Andreï Kontchalovski  et Chris Solimine, d'après le Casse-noisette de Piotr Ilitch Tchaïkovski et de Le Casse-noisette et le Roi des souris de E.T.A. Hoffmann
- Direction artistique : Claudio Campana, Stephen Dobric, Adam O'Neill, Attila Raczkevy, Tino Schaedler, Tom Still et János Szabolcs
- Décors : Judy Farr
- Costumes : Louise Stjernsward
- Photographie : Mike Southon
- Son : Louise Stjernsward
- Montage : Mathieu Bélanger et Andrew Glen
- Musique : Edouard Artemiev (arrangement)
- Paroles : Tim Rice

- Production : Andreï Kontchalovski et Paul Lowin
- Producteur délégué : Moritz Borman
- Société(s) de production : Vnesheconombank, Nutcracker Holdings, HCC Media Group, Russian Roulette Ltd.
- Société(s) de distribution : G2 Pictures (UK), Vertigo Média Kft. (Hongrie)
- Pays d’origine : Royaume-Uni, Hongrie, Canada
- Langue originale : anglais

- Format : couleur — 35 mm — 2,35:1 — son Dolby numérique
- Genre : Conte
- Durée : 110 minutes

- Dates de sortie : 
  -  Canada : 24 novembre 2010
  -  Hongrie : 8 décembre 2011
  -  Royaume-Uni : 28 décembre 2012

## Distribution
- Elle Fanning (VF : Claire Bouanich): Mary
- Charlie Rowe (VF : Gabriel Bismuth-Bienaimé) : le Prince / Charles-Nicolas
- Shirley Henderson (VF : Gabriel Bismuth-Bienaimé) : la voix de Casse-noisette
- Ioulia Vyssotskaïa (VF : Sylvia Bergé) : Louise, la mère de Mary / Fée des neiges
- Aaron Michael Drozin (VF : Valentin Cherbuy) : Max
- John Turturro (VF : Thierry Ragueneau) : le roi des rats
- Frances de la Tour (VF : Perrette Pradier) : la reine des rats / Frauw Eva
- Nathan Lane (VF : Bernard Alane) : l'oncle Albert
- Richard E. Grant (VF : Gabriel Le Doze) : Joseph, le père de Mary et Max
- Peter Elliott (VF : Michel Dodane): Guielgud
- Hugh Sachs (VF : Xavier Fagnon): Tinker
- Africa Nile : Baguettes (Sticks en VO)

Source et légende : Générique du DVD et Version française (VF) sur RS Doublage

## Accueil

### Box-office
Le film est un des plus gros échecs au box-office.